# Meital Dohan
Meital Dohan (en hebreu: מיטל דוהן), nascuda el 24 d'agost de 1976 a Guivatàyim, és una actriu i cantant israeliana. Dohan ha actuat en produccions com: Rokdim Im Kokhavim, Esti HaMekhoeret i "Romeu i Julieta". El públic estatunidenc va conèixer a Meital en el paper de Yael Hoffman a la sèrie Weeds. Dohan també va protagonitzar les pel·lícules Foreclosure i Monogamy. Meital va guanyar el premi al millor llargmetratge narratiu en el festival de cinema de Tribeca. Dohan ha rebut premis pel seu treball al teatre, el cinema i la televisió, inclòs un premi Tony.

## Biografia
Meital va néixer a Guivatàyim i va créixer a Harutzim, un assentament comunitari ubicat a la Plana de Xaron, prop de la ciutat de Ra'anana, situada al districte central d'Israel. Meital va assistir a l'escola primària al poble de Bnei Zion i a l'escola secundària al llogaret de Beit Berl. Dohan va començar a estudiar actuació en l'adolescència. En 1994, Dohan es va unir a les Forces de Defensa d'Israel i va servir al teatre de les FDI, més tard va estudiar a l'escola d'actuació Nissan Nativ. Durant els seus estudis, va rebre beques de la Fundació Cultural Amèrica Israel. En el seu primer any d'estudis, Meital va escriure, va dirigir i va actuar en una producció teatral. Durant el segon any d'estudis Dohan va començar a treballar en una varietat de produccions televisives. En el seu tercer any d'estudis va actuar en dos llargmetratges. Abans de graduar-se, Dohan va signar un contracte amb el Teatre Cameri. En 2010, Dohan va esdevenir la portaveu oficial de l'organització no governamental Artists 4 Israel, la seva missió era pintar els refugis antiaeris de Sederot i demostrar que la comunitat jueva estatunidenca recolza al Poble d'Israel (Am Israel). Meital va mantenir una relació sentimental amb l'actor estatunidenc Al Pacino. Dohan va escriure el llibre "Amor i altres mals hàbits" i al gener de 2011 va transmetre el programa de radio Loud Miracles. Dohan va afirmar estar fascinada per la tècnica de la meditació transcendental. Meital ha aparegut vestida a la revista Penthouse.

## Cinema i televisió
Entre altres papers, Dohan va interpretar a Layla a "God's Sandbox" (film guanyador del festival de cinema de Manchester, 2002), i a Efrat a "Girafes" (pel·lícula guanyadora del festival de cinema de Scottsdale, Arizona, 2003). Dohan va ajudar a escriure un guió cinematogràfic amb Maayan Keret. En la producció de la sèrie de televisió Esti HaMekhoeret, Dohan interpreta al personatge de Nataly. La sèrie va guanyar el premi a la millor sèrie de comèdia de televisió en 2003, i Dohan va guanyar un premi Tony pel seu treball a la sèrie pel seu paper. En 2006, Meital va interpretar al personatge de Yael Hoffman en la sèrie de televisió Weeds, Dohan va tornar a la sèrie en l'episodi número cent, en 2012. En 2009, Dohan va aparèixer en dos episodis de la sèrie Woke Up Dead com el personatge d'Aurora. Pel seu paper al film "Girafes", va haver d'estudiar francès, i pel seu paper a la pel·lícula To Dance (2004), va estudiar dansa oriental. En 2011, Dohan va protagonitzar el film de suspens dramàtic Monogamy dirigit i escrit per la nominada al premi de l'acadèmia israeliana Dana Adam Shapiro. La pel·lícula es va centrar en la relació tibant d'una parella de Brooklyn, Theo (Chris Messina) i Nat (Rashida Jones). La pel·lícula va guanyar el premi a la millor narrativa al festival de cinema de Tribeca.

## Discos i videos musicals
En 2011, Dohan va anunciar la producció del seu àlbum en solitari "I'm In Hate with Love". Dohan va començar a treballar amb els productors Rami Afuni i Che Pope, millor conegut pel seu treball amb el Dr. Dre, Eminem i Lauryn Hill. A l'octubre de 2011, Dohan va debutar amb Yummy Boyz, un video viral que va aparèixer en llocs de música pop. A principis de 2012 va cridar l'atenció del productor de hip-hop Che Pope i van començar a gravar el seu primer àlbum "I'm In Hate With Love". Meital va rebre atenció internacional pel seu primer senzill Yummy i el seu video viral. La cançó es va reproduir a les emissores de radio i a clubs de tot el món, aconseguint el número 1 a nivell mundial. El seu proper senzill; On Ya amb Sean Kingston, va aconseguir el número cinc al Regne Unit. Al febrer de 2012, Meital va debutar amb el seu nou senzill; Yummy produït per Afuni, a iTunes i MTV. Després de l'èxit del seu video Yummy Boyz i el seu senzill Yummy, Meital va llançar la cançó On Ya amb Sean Kingston. El single va aconseguir el número 31 en la llista Billboard Dance i el número cinc en la llista de música pop del Regne Unit. A més, la cançó va començar a reproduir-se a diverses emissores de radio, incloent Kiss FM. Yummy Boyz va rebre bones crítiques de llocs d'entreteniment de tot el món, convertint a Meital en una nova icona per al públic gai mundial, i en un dels cinc millors artistes segons l'emissora Pride Ràdio. En 2012 Dohan va presentar els International Dance Music Awards. El juny de 2012, es va llançar el seu segon senzill On Ya, amb el raper, cantant i compositor Sean Kingston. Meital va llançar oficialment el senzill el 6 de juny de 2012. Dohan també va llançar un videoclip oficial per al seu senzill On Ya el 14 d'octubre de 2012, el video incloïa a l'artista Sean Kingston, i va obtenir més de tres milions de visites a la xarxa Internet durant un mes. El videoclip va ser dirigit per Ray Kay, conegut pel seu treball en els videos musicals Baby del cantant Justin Bieber, Till the World Ends de Britney Spears i Poker Face de Lady Gaga.

## Teatre i cabaret
Dohan es va graduar a l'escola de teatre Nissan Nativ en 1998 i va treballar a dos teatres israelians. A l'any 2000, va ser votada com la nova actriu més prometedora pel seu treball a Best Friends, presentada al Teatre Cameri. Des de llavors, ha aparegut en diversos papers, inclòs el paper de Julieta a l'obra "Romeu i Julieta". En 2002, Dohan va exercir un paper a Bad Children, un paper que va ser escrit especialment per a ella per la dramaturga israeliana Edna Mazya. Meital va guanyar un premi del Teatre Cameri per interpretar aquest paper. Dohan va cantar i va actuar a l'obra Moving Flesh al Teatre Cámeri, i va ajudar a escriure l'obra Love and Sex on the High Holydays juntament amb el cantant israelià Ivri Lider. En 2003, Dohan va ser convidada per Karen Shefler per interpretar el paper de la núvia a "Noces de sang" de Federico García Lorca. Des de llavors, Meital va començar a treballar en altres projectes als Estats Units, entre ells Bath Party, una obra multimèdia original escrita conjuntament amb Karen Shefler i Ayelet Dekel. En 2008, Meital va aparèixer a les produccions de Broadway i Los Angeles de l'obra Stitching del controvertit dramaturg britànic Anthony Neilson i va ser dirigida per Timothy Haskell. L'obra cercava confrontar als espectadors amb representacions impactants del comportament humà. El diari The New York Times va fer una crítica positiva sobre la seva obra Bath Party, coescrita amb Karen Shefler i Ayelet Dekel, i va comparar a Meital amb l'actriu estatunidenca Rosanna Arquette. Al gener de 2011, en la seva tornada al teatre, Dohan va interpretar l'obra de teatre d'Alan Bowne "Beirut", dirigida per Andrew i Zach Zoppa a la ciutat de Nova York. L'any 2016, Dohan es va unir al Cabaret Maxime.

## Filmografia parcial

### Televisió
- Puzle (un episodi, 1999).
- Shemesh (un episodi, 2000) com Sarit.
- Lochamey HaMasach (2002).
- Shaul (un episodi, 2002).
- My First Sony (2002).
- Esti HaMekhoeret (2003–2004) com Natalie Bushari-Mark.
- "Elvis, Rosental VeHaIsha HaMistorit" (2005) com Natalie Bushari-Mark.
- Elvis (2006) com Natalie Bushari-Mark.
- The Sopranos (un episodi, 2006) com Yael.
- Weeds (set episodis, 2006) com Yael Hoffman.
- El Hivtachti Lach (2006).
- Paam BaChayim (2007).
- Woke Up Dead (nou episodis, 2009) com Aurora.
- Weeds (2012) com Yael Hoffman.

### Pel·lícules
- Agadat HaIsh SheShatak (1998) (La llegenda de l'home silenciós).
- Bli Daf Horaot (1999) (Instruccions no incloses).
- Girafes (2001) com Efrat.
- Disphoria (2004) com Danielle.
- Shark Tale (2004) com Angie
- Tahara (2004) (God's Sandbox).
- If Only He'd Call (2006).
- Lirkod (La ballarina del ventre) (2006) com Deby.
- Failing Better Now (2010).
- Monogamy (2010).[23]
- Foreclosure (2011).
- Ponis (2010) com Aliah.

## Premis i nominacions
- En 2002 va ser nominada com a millor actriu pel seu paper a "Girafes".
- En 2003 va ser nominada com a millor actriu pel seu paper a God's Sandbox.